# العياشية (ردمان)

تعديل مصدري - تعديل

العياشية هي إحدى قرى عزلة ردمان ال عوض بمديرية ردمان التابعة لمحافظة البيضاء، بلغ تعداد سكانها 231 نسمة حسب تعداد اليمن لعام 2004.